# FLYOX I, Singular Aircraft
El Flyox I (anteriormente Singular SA03) es un hidroavión pilotado a distancia creado por la empresa Singular Aircraft.
Es el dron civil más grande del mundo[cita requerida], con una envergadura de 17 metros y una longitud de 11,5 metros. 

## Características
- Anfibio
- Posibilidad de operar en flota
- Vuelo en modo automático y autónomo
- Transporte en un tráiler Stand de 40’
- Montaje en menos de 40 horas
- Totalmente personalizable
- Combustible de 95 octanos
- Opera de día y noche
- Despega y aterriza en cualquier pista
- Es capaz de cargar hasta 1.500 litros de agua.[1]

## Especificaciones técnicas

### Generales
- Envergadura: 17 m
- Longitud: 11,5 m
- Altura: 3,60 m
- Peso máximo: 4.000 kg
- Tren de aterrizaje fijo o retráctil
- Peso en vacío: 2.050 kg
- Capacidad de carga: 1.800 kg

### Despegue
- Distancia despegue: 375 m
- Pista despegue: 250 m
- Ascenso en Vy: 1.790 ft/min
- Ascenso con 1 motor inoperativo: 210 ft/min
- VNE: 142 kts
- Velocidad de crucero potencia 75%: 106 kts
- Velocidad de crucero potencia 65%: 87 kts
- Altitud máxima de operación: 20.000 ft

### Rendimiento
- Potencia instalada: 2 x 340 CV
- Capacidad combustible (básico): 170 kg
- Capacidad combustible (ferry): 1.445 kg
- Alcance a 65% potencia (básico): 570 NM
- Alcance a en crucero de largo recorrido (ferry): 4.080 NM

### Autonomía
- Autonomía (básico): 3 h
- Autonomía máxima (ferry y vigilancia): 25 h

## Galería

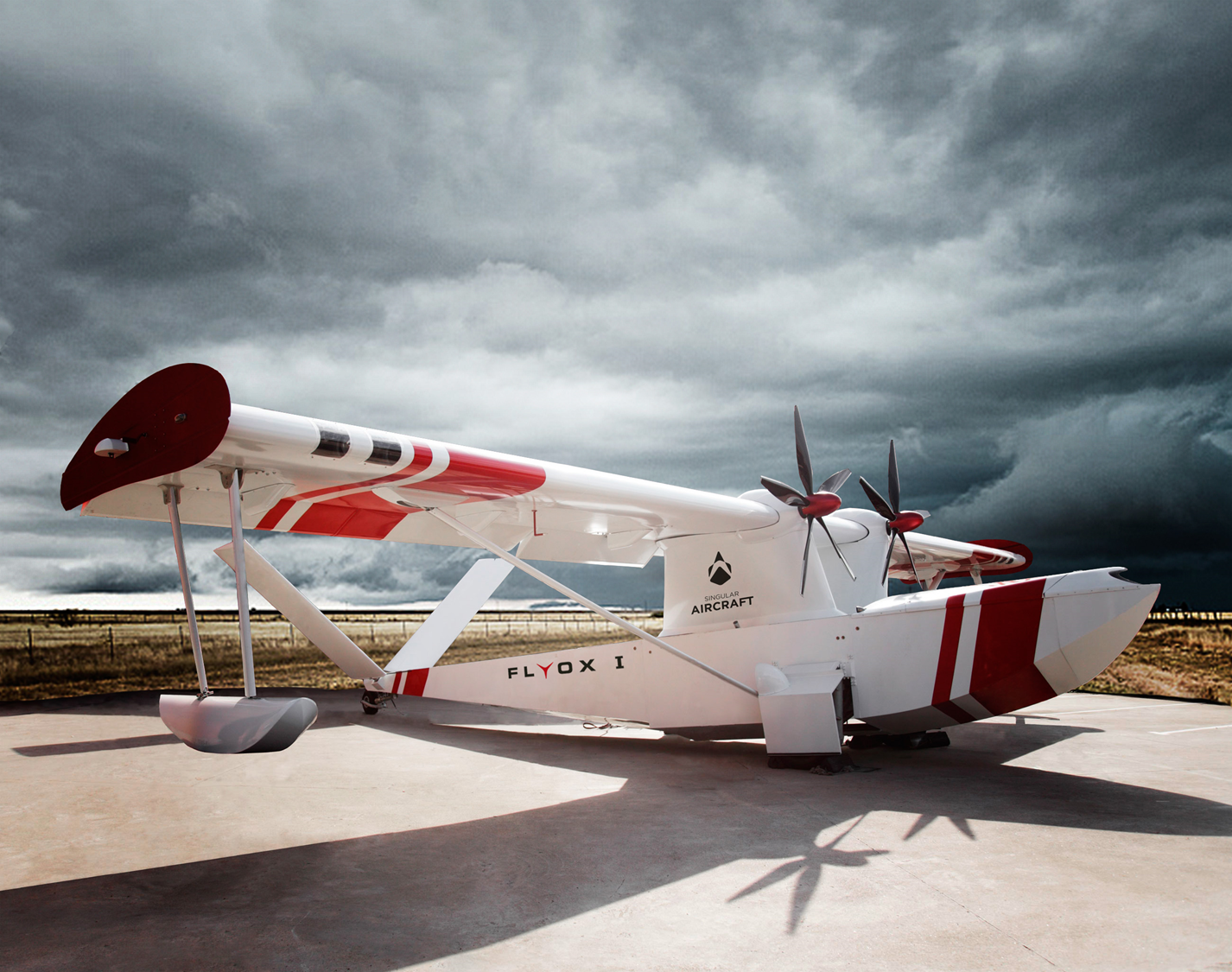
Flyox I en configuración de vigilancia
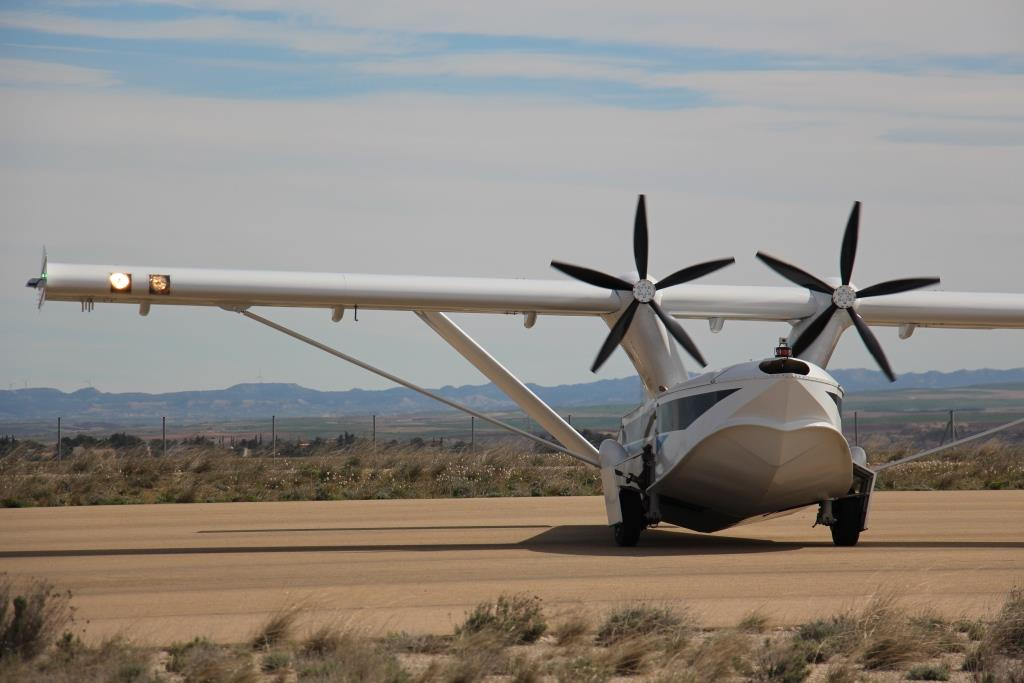
Flyox I en configuración de transporte de carga

### Listas relacionadas
- Anexo:Vehículos aéreos no tripulados